# Авдеев, Валерий Дмитриевич
Вале́рий Дми́триевич Авде́ев (8 [21] февраля 1908, с. Изгар Казанской губернии (ныне Татарстан, РФ) — 5 февраля 1981, Ровно, УССР) — советский геоботаник, доктор биологических наук (1954), профессор (1959).

## Биография
Сын Дмитрия Дмитриевича Авдеева (1879—1952), заслуженного врача РСФСР и ТАССР. Старший брат — Арсений, театровед и режиссёр.
В 1932 году окончил Казанский университет. Работал директором Чистопольского краеведческого музея, затем − заведующим кафедрой естествознания и географии в Учительском институте в Чистополе. В годы Великой Отечественной войны стал сотрудником Татгеологотреста, жил в Чистополе, где сдружился с Борисом Пастернаком, находящимся там в эвакуации. Автор живописного портрета поэта и ряда фотографий московских литераторов.
С 1952 работал старшим преподавателем и заведующим кафедры ботаники Пензенского сельскохозяйственного института, педагогического института в г. Йошкар-Ола, Смоленского зооветеринарного института.
В 1963—1971 — заведующий кафедры биологии Ровенского общенаучного факультета Киевского университета.

### Научная деятельность
Исследовал степную растительность Татарстана и Западного Закамья. Собрал коллекцию горных пород и минералов (яшма, опалы, граниты), которая насчитывает 1058 единиц.
После войны сделал многое для внедрения посевов кукурузы в регионе.

## Избранные труды
- О происхождении растительных склонов в Новошемшинском районе Татарской АССР. 1939. Вып. 3;
- Возникновение степей в Закамье. Казань, 1948;
- Динаміка степової рослинності // Доп. та повідомлення звітно-наукової конференції професорсько-виклад. складу за 1964 рік: Тези. Р., 1964;
- Рослинність Вишневої гори // Доп. та повідомлення міжвуз. ювілейної наук. конф.: Тези. Р., 1964;
- Нові місцезнаходження Chaenorrhinum viscidum (Moench) Simonk у Татарській АРСР // УБОЖ. 1976. Т. 33, № 2 (співавт.).